# 徐根宝
徐 根宝（じょ こんぽう、スー・ゲンバオ、拼音: Xú Gēnbǎo、1944年1月26日 - ）は、中国のサッカー選手、サッカー指導者。

## 経歴
- 1944年上海に生まれる。
- 1965年～1975年中国代表選手として試合に出る。
- 1975年から指導を行う。
- 1984年～1986年に北京体育学院で教える。
- 1990年～1992年にオリンピック中国代表チームの監督を務める。
- 中国にプロサッカーリーグができた後、1993年～1996年に上海申花の監督を務める。
- 1995年度の中国1部リーグ「甲A聯賽(甲Aリーグ)」で、上海申花を率いて、初制覇を達成する[1]。
- 1997年に広州松日を率いて、劇的な一部リーグへの昇格を果たし、名言「謝天、謝地、謝人」を残した[2]。
- 1998年に大連万達を中国王者に導いた[3]ほか、アジアクラブ選手権で準優勝を達成した。
- 2000年に「根宝足球基地」を設立する[4]。
- 2000年から2001年にかけて、上海中遠足球倶楽部の監督を務める。
- 2002年、再び上海申花の監督を務めるが成績不振で辞任。
- 2002年から持ち金を投資し、借金を背負ってまで、中国の若手選手の育成に励む。
- 2005年12月25日に「上海東亜足球倶楽部」を設立し、董事長、チェアマン、総監督を兼任する。
- 2007年上海東亜を率いて、3部リーグで優勝し、2部リーグへの昇格を果たす。
- 2008年上海東亜2部リーグ6位という結果を残す。
- 2009年上海U-20代表を率いて、26年ぶりに全国運動会の優勝を達成する。
- 2012年9月29日、上海東亜を率いて、68歳という高齢で念願の中国1部リーグ「中国スーパーリーグ」への昇格を果たす[5]。